# Иоанн Руф
Иоанн Руф (Iohannes Rufus, Ἰωάννης Ροῦφος, ܝܘܚܢܢ ܕܒܝܬ ܪܘܦܝܢܐ) — епископ Маюмский, антихалкидонитский («монофизитский») писатель в V—VI веках. Его имя указывает на Антиохию (Бет Руфина — монастырь неподалёку от Антиохии).

## Биография
Иоанн родился в провинции Аравия, происходил из арабской семьи. Он изучал право в Берите (Бейрут), позже стал одним из ближайших сподвижников и синкеллом антиохийского партриарха Петра II Кнафея (Петра Валяльщика) и был им рукоположён в священный сан в эпоху правления византийского императора Василиска в 476 году после возвращения Петра из ссылки. После нового изгнания Петра во время епископства халкидонита Календиона (481—484) Руф поначалу оставался в Антиохии, но затем перебрался в Палестину (Газа и Иерусалим), где познакомился с Петром Ивиром и Газским кружком. Под влиянием последнего Иоанн порвал отношения с Петром Валяльщиком, который ввел в Трисвятое прибавку «распныйся за ны», принятую и патриархом Иерусалимским Мартирием.
Очевидно, Иоанн Руф проживал в монашеской общине в Маюме и хорошо знал её обычаи и устав. После смерти Петра Ивира, житие которого он позднее написал, Руф стал его преемником (488 год). Никаких сведений о епископстве Иоанна в Маюме нет. Несмотря на то, что вместе с Петром Ивиром и он перешёл с умеренной позиции «Энотикона» на жесткий антихалкидонизм, в последующие годы его воззрения стали несколько более умеренными, по-видимому, сближаясь с христологией Газского кружка (Варсануфий и Иоанн, авва Дорофей Газский и другие). В начале VI века, во время епископства Севира Антиохийского Руф пребывал в Антиохии, где занимался литературной деятельностью. Все его произведения были написаны по-гречески, однако дошли до наших дней только в сирийских переводах.

## Произведения
1. Главным произведением Руфа считаются «Плирофории», то есть «Рассказы [о Халкидонском Соборе]», записанные им со слов Петра Валяльщика и других информаторов.
2. «Житие Петра Ивира (Ивера, Иверийца)» (ܬܫܥܝܬܐ ܕܕܘܒܪ̈ܘܗܝ ܕܩܕܝܫܐ ܦܛܪܘܣ ܐܝܒܪܝܐ ܐܦܝܣܩܘܦܐ ܘܡܘܕܝܢܐ ܒܚܝܪܐ ܘܥܢܘܝܐ ܕܡܪܢ) — агиографическое произведение, отражающее облик знаменитого аскета и церковного деятеля, участника антихалкидонского движения и сторонника «Энотикона». Петр Ивир входил в кружок газских писателей и аскетов вместе с императрицей Евдокией, аввой Исаией Газским, Варсануфием и Иоанном, возм. Нонном Панополитанским . Именно в этом кружке по мнению Ш. Нуцубидзе (1941) и Э. Хонигманна (1952), подкрепленному М. ван Эсбруком (1993) и В. Лурье (2010), был создан ареопагитский корпус (Пс.-Дионисий Ареопагит). Фигура Петра Ивира представлена И. Р. с существенным искажением в сторону антихалкидонитства.
3. «О кончине Феодосия Иерусалимского» (ܡܛܠ ܥܘܗܕܢܐ ܕܐܝܟܢܐ ܫ̇ܢܝ ܠܘܬ ܡܪܢ ܛܘܒܢܐ ܬܐܘܕܘܣܝܘܣ ܐܦܝܣܩܘܦܐ ܕܐܘܪܫܠܡ)- небольшой агиографический текст, посвященный первому антихалкидонитскому патриарху Иерусалима, в особенности, его виденям, исповедничеству и кончине.
4. Небольшое житие монаха Романа, основателя антихалкидонитского м-ря в Елевтерополе, находится в конце повести «О кончине Феодосия» и обычно не отделяется от неё. Все три жития были вновь критически опубликованы К. Хорн и Р. П. Финиксом-мл. в 2008 году.